# Jean Charles Émile Gardin
Jean Charles Émile Gardin CSSp (* 28. Oktober 1941 in Saint-Pois) ist ein französischer Ordensgeistlicher und emeritierter römisch-katholischer Bischof von Impfondo.

## Leben
Jean Charles Émile Gardin trat der Ordensgemeinschaft der Spiritaner bei, legte am 1969 die Profess ab und empfing am 29. Juni 1969 die Priesterweihe.
Papst Johannes Paul II. ernannte ihn am 30. Oktober 2000 zum ersten Apostolischen Präfekten von Likouala. Mit der Erhebung der Präfektur zum Bistumund der Umbenennung am 11. Februar 2011 wurde er zum ersten Bischof von Impfondo ernannt. Der Erzbischof von Kinshasa, Laurent Kardinal Monsengwo Pasinya, spendete ihm am 26. März desselben Jahres die Bischofsweihe; Mitkonsekratoren waren Stanislas Lalanne, Bischof von Coutances, und der Apostolische Nuntius in der Republik Kongo, Erzbischof Jan Romeo Pawłowski. Die Amtseinführung im Bistum Impfondo fand am 10. April desselben Jahres statt.
Am 12. Dezember 2019 nahm Papst Franziskus seinen altersbedingten Rücktritt an.